# Gustav Knoch (Politiker, 1816)
Gustav Philipp Knoch (* 1. Juni 1816 in Schilbach; † 5. November 1861 auf der Neumühle bei Prinkendorf) war ein deutscher Rittergutsbesitzer, Fabrikant und Politiker.

## Leben
Knoch war der Sohn des Lederfabrikanten Philipp Knoch und dessen Ehefrau Susanne Christiane geborene Müller aus Hirschberg. Eduard Knoch und Heinrich Knoch waren seine Brüder. Er war evangelisch-lutherischer Konfession und heiratete am 30. November 1837 in erster Ehe in Harra Christiane Louise Beier (* 1806 in Lemnitzhammer; † 28. Dezember 1848 in Tanna), die Tochter des Mitbesitzers des Lemnitzhammers Christoph Heinrich Beier. Am 13. Februar 1851 heiratete er in zweiter Ehe in Tanna Emilie Louise Behr (* 19. Juli 1819 in Schleiz; † 15. April 1854 in Tanna), die Tochter des Oberpfarrers Heinrich Gottlob Behr in Tanna. In dritter Ehe heiratete er Friederike Müller (* 13. Mai 1833 in Hirschfeld). Gustav Behr und Hermann Behr waren Schwäger aus zweiter Ehe. Gottlieb Knoch war ein Cousin, Adam Knoch war ein Onkel und Gustav Knoch ein Neffe.
Knoch war Lohgerber, Apothekenbesitzer und Bürger in Tanna. Daneben war er gemeinsam mit seinem Bruder August Mitbesitzer des Ritterguts Schilbach. Später verkaufte er seinen Anteil an August, 1854 zog er nach Hirschfelde bei Zwickau, wo er Teilhaber der „Müllerschen Flachsspinnerei“ wurde. Diese gehörte dem Ehemann seiner Cousine, dem sächsischen Kommerzienrat Heinrich Müller. 1858 erwarb er die Stadtmühle und die Neumühle bei Liegnitz. Er starb dort nach einer Mandeloperation an Blutvergiftung.
Vom 2. Oktober 1848 bis zum 18. Februar 1849 war er Abgeordneter im Landtag Reuß jüngerer Linie.